# Kravljak (Samobor)
Kravljak is een plaats in de gemeente Samobor in de Kroatische provincie Zagreb. De plaats telt 21 inwoners (2001).